# 宮崎県立宮崎海洋高等学校
宮崎県立宮崎海洋高等学校（みやざきけんりつみやざきかいようこうとうがっこう）は、宮崎県宮崎市日ノ出町にある県立の水産高等学校。

## 概要
歴史
1900年（明治33年）に飫肥農業補習学校（実業補習学校）に設置された水産学科を源流とする。数回の改組・改編を経て1945年（昭和20年）に水産学校（実業学校）、1948年（昭和23年）の学制改革により新制高等学校となった。水産科が独立し水産高等学校となったのは1950年（昭和25年）。この時校地を日南市から宮崎市に移した。1994年（平成6年）の学科改編に伴い、現校名に改称。2015年（平成27年）に創立115周年（独立65周年）を迎えた。
設置学科・学科
全日制課程 海洋科学科（120名）
- Aクラス 漁業系（40）- 海技士（航海）類型・海洋バイオ類型
- Bクラス 機関系（40）- 海技士（機関）類型・海洋機器類型
- Cクラス 食品系（40）- 水産食品類型

校訓
- 真理を探究し常に正道を闊歩せよ
- 人権を尊重し平和と自由を愛せよ
- 責任を重んじ実行力ある人となれ

校章
六芒星とロープの輪の絵を組み合わせたものを背景にして、中央に校名の「宮」の文字を置いている。
学生寮
遠方出身の生徒のため、学生寮を有している。
同窓会
「水和会」（すいわかい）と称している。

## 沿革
- 1900年（明治33年）4月1日 - 飫肥農業補習学校[1]に水産学科（修業年限2年）が設置される。
- 1917年（大正6年）12月 - 「南那珂郡立飫肥農学校[1] 水産補習科」（修業年限1年）に改称・改編。
- 昭和初期頃 - 「宮崎県立水産学校」（乙種実業学校）が飫肥農業補習学校の水産科となる。
- 1938年（昭和13年）
  - 4月19日 - 「漁村道場宮崎水産講習所」（修業年限2年）の設置が認可される。
  - 4月27日 - 宮崎水産講習所本所が南那珂郡油津町588番6号に設立。
  - 9月24日 - 校舎が完成。
- 1945年（昭和20年）3月6日 - 宮崎水産講習所が廃止され、「宮崎県立油津水産学校」（甲種実業学校、修業年限5年）が設置される。
- 1948年（昭和23年）4月1日 - 学制改革により、宮崎県立飫肥農学校[1]と統合の上、新制高等学校「宮崎県立吾田[2]高等学校」が発足。
- 1949年（昭和24年）4月1日 - 公立高等学校の再編により、「宮崎県立飫肥高等学校」に統合される。
- 1950年（昭和25年）
  - 1月1日 - 日南市の発足により、「宮崎県立日南高等学校」に改称。
  - 4月1日 - 宮崎県立日南高等学校から水産課程が分離する形で「宮崎県立水産高等学校」として独立。
    - 仮校舎が宮崎市原町55番地の宮崎県立宮崎大宮高等学校の南校舎に併設される。
- 1952年（昭和27年）4月10日 - 現在地に校舎が完成。「宮崎県立宮崎水産高等学校」に改称。
- 1955年（昭和30年）4月1日 - 漁業科専攻科（修業年限1年）を設置。
- 1958年（昭和33年）4月1日 - 漁業科専攻科の修業年限を2年とする。
- 1963年（昭和38年）4月1日 - 機関科を設置。
- 1964年（昭和39年）3月31日 - 水産経営科を廃止。
- 1966年（昭和41年）
  - 4月1日 - 機関専攻科を設置。
  - 4月10日 - 水産製造科に女子生徒が入学。
- 1970年（昭和45年）12月1日 - 国立宮崎海員養成所[3]創立28周年を記念して健児の碑が建立される。
- 1973年（昭和48年）4月1日 - 水産製造科を「食品工学科」に改称。
- 1991年（平成3年）3月31日 - 専攻科を廃止。
- 1994年（平成6年）4月1日 - 「宮崎県立宮崎海洋高等学校」（現校名）に改称。学科改編により海洋科学科を新設。
- 1996年（平成8年）3月31日 - 漁業科・機関科・食品工学科の3学科を廃止。

## 傷害事件
2015年9月、実習船にて男子生徒一人が同級生2人から2ヶ月間に渡り痣が残る暴行を受け続けた。10月初めに目撃証言で発覚したが、実習を継続、暴行を行った生徒2人は発覚後に退学届けを提出、後、加害生徒2人は傷害容疑で逮捕され、1人は少年院送致、1人は保護観察処分となり、被害生徒は適応障害と診断され転校。

## 学校行事
3学期制
1学期
- 4月 - 始業式、入学式
- 5月 -
- 6月 - 2年Aクラス短期乗船実習、2年Bクラス短期乗船実習
- 7月 - 期末考査、2年Cクラス乗船実習、校内カッター大会、終業式
- 8月 - 1年海洋実習、体験入学

2学期
- 9月 - 始業式、2年Aクラス長期乗船実習
- 10月 - 2年Aクラス長期乗船実習、海鳴祭（体育の部）
- 11月 - 2年Aクラス長期乗船実習、海鳴祭（文化の部）
- 12月 - 期末考査、クラスマッチ（球技大会）、終業式

3学期
- 1月 - 始業式、3年学年末考査、2年Bクラス長期乗船実習
- 2月 - 1・2年学年末考査、2年Bクラス長期乗船実習
- 3月 - 卒業式、2年Bクラス長期乗船実習、終業式、離任式

## 部活動
運動部
- 空手道部
- 剣道部
- 硬式野球部
- ソフトテニス部
- 柔道部
- ヨット部
- バスケットボール部
- サッカー部
- バドミントン部
- カッター部
- 水泳同好会
- ダイビング同好会
- 陸上競技同好会

文化部
- 水産科学同好会
- インターアクト同好会
- 組紐同好会

## 実習船「進洋丸」

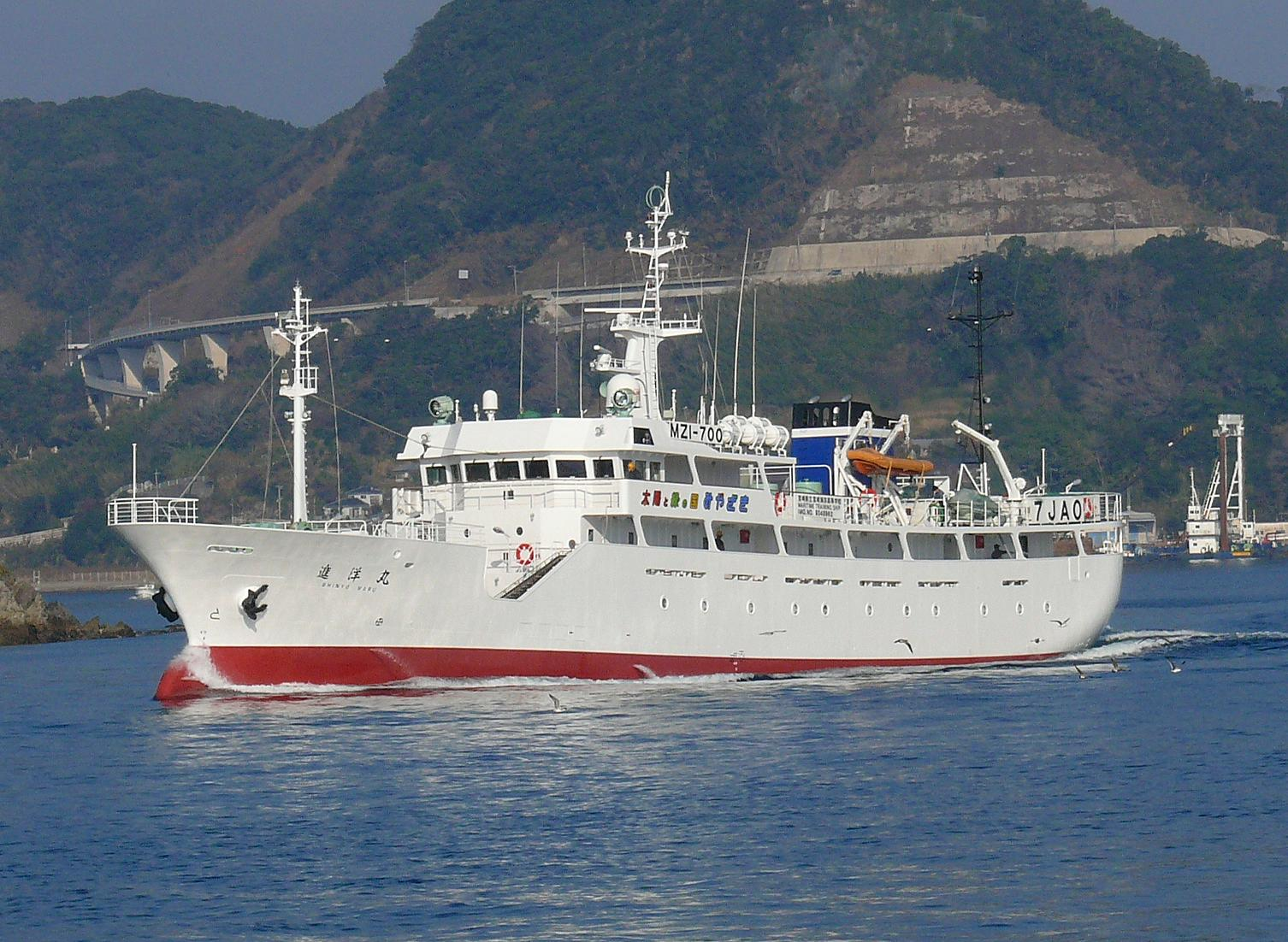
実習船の進洋丸（2008年撮影）

- 初代（鋼船223.58t、450馬力）- 1955年（昭和30年）3月30日完成
- 二代目（鋼船376．06t、1,000馬力）- 1966年（昭和41年）12月25日完成
- 三代目（鋼船496.71t、1,300馬力）- 1976年（昭和51年）12月28日完成
- 四代目（鋼船456t、1,600馬力）- 1993年（平成5年）2月27日完成
- 五代目（鋼船646t、2,000馬力）- 2005年（平成17年）3月15日完成

## 交通
最寄りの鉄道駅
- JR九州 日豊本線　「宮崎駅」

最寄りのバス停
- 宮崎交通 7番「海洋高校」バス停

最寄りの幹線道路
- 宮崎県道10号宮崎インター佐土原線
- 宮崎県道11号宮崎島之内線
- 一ツ葉有料道路

## 周辺
- 宮崎日ノ出郵便局
- 梅田学園自動車学校日ノ出
- 宮崎市立宮崎港小学校
- 宮崎港
- 国土交通省九州地方整備局宮崎港湾・空港整備事務所